# PGA Tour 2010
Navigation
Édition précédente Édition suivante
Le circuit de la PGA 2010 est le circuit nord-américain de golf qui se déroule sur l'année 2010, elle se tient entre janvier et décembre 2010 à travers le monde par l'élite du golf. L'évènement est organisé par la PGA dont la plupart des tournois se tiennent aux États-Unis. La saison s'articule autour de quarante-trois tournois dont les quatre tournois majeurs que sont le Masters, l'Open américain, l'Open britannique et le championnat de la PGA.

## Tournois
| Dates             | Tournoi                               | Vainqueur                           | Gains totaux ($) |
| ----------------- | ------------------------------------- | ----------------------------------- | ---------------- |
| 7-10 jan.         | SBS Championship                      | Geoff Ogilvy                        | 5 600 000        |
| 14-17 jan.        | Sony Open d'Hawaï                     | Ryan Palmer                         | 5 500 000        |
| 20-24 jan.        | Bob Hope Classic                      | Bill Haas                           | 5 000 000        |
| 28-31 jan.        | Farmers Insurance Open                | Ben Crane                           | 5 300 000        |
| 4-7 fév.          | Northern Trust Open                   | Steve Stricker                      | 6 400 000        |
| 11-14 fév.        | AT&T Pro-Am                           | Dustin Johnson                      | 6 200 000        |
| 17-21 fév.        | Championnat du monde de match-play    | Ian Poulter                         | 8 500 000        |
| 18-21 fév.        | Mayakoba Classic                      | Cameron Beckman                     | 3 600 000        |
| 25-28 fév.        | Waste Management Phoenix Open         | Hunter Mahan                        | 6 000 000        |
| 4-7 mars          | The Honda Classic                     | Camilo Villegas                     | 5 600 000        |
| 11-14 mars        | WGC-CA Championship                   | Ernie Els                           | 8 500 000        |
| 11-14 mars        | Puerto Rico Open                      | Derek Lamely                        | 3 500 000        |
| 18-21 mars        | Transitions Championship              | Jim Furyk                           | 5 400 000        |
| 25-29 mars        | Arnold Palmer Invitational            | Ernie Els                           | 6 000 000        |
| 1er-4 avril       | Shell Houston Open                    | Anthony Kim                         | 5 800 000        |
| 8-11 avril        | The Masters                           | Phil Mickelson                      | 7 500 000        |
| 15-18 avril       | Verizon Heritage                      | Jim Furyk                           | 5 700 000        |
| 22-25 avril       | Zurich Classic of New Orleans         | Jason Bohn                          | 6 400 000        |
| 29 avril-2 mai    | Quail Hollow Championship             | Rory McIlroy                        | 6 500 000        |
| 6-9 mai           | The Players Championship              | Tim Clark                           | 9 500 000        |
| 13-16 mai         | Valero Texas Open                     | Adam Scott                          | 6 100 000        |
| 20-23 mai         | HP Byron Nelson Championship          | Jason Day                           | 6 500 000        |
| 27-30 mai         | Crowne Plaza Invitational at Colonial | Zach Johnson                        | 6 200 000        |
| 3-6 juin          | Memorial Tournament                   | Justin Rose                         | 6 000 000        |
| 10-13 juin        | St. Jude Classic                      | Lee Westwood                        | 5 600 000        |
| 17-20 juin        | Open américain                        | Graeme McDowell                     | 7 500 000        |
| 24-27 juin        | Travelers Championship                | Bubba Watson                        | 6 000 000        |
| 1er-4 juil.       | AT&T National                         | Justin Rose                         | 6 200 000        |
| 8-11 juil.        | John Deere Classic                    | Steve Stricker                      | 4 400 000        |
| 15-18 juil.       | Reno-Tahoe Open                       | Matt Bettencourt                    | 3 500 000        |
| 15-18 juil.       | Open britannique                      | Louis Oosthuizen                    | 7 000 000        |
| 22-25 juil.       | RBC Canadian Open                     | Carl Pettersson                     | 5 100 000        |
| 29 juil.-1er août | The Greenbrier Classic                | Stuart Appleby                      | 6 000 000        |
| 5-8 août          | Turning Stone Resort Championship     | Bill Lunde                          | 4 000 000        |
| 5-8 août          | WGC-Bridgestone Invitational          | Hunter Mahan                        | 8 500 000        |
| 5-15 août         | Championnat de la PGA                 | Martin Kaymer                       | 7 500 000        |
| 19-22 août        | Wyndham Championship                  | Arjun Atwal                         | 5 100 000        |
| 26-29 août        | The Barclays                          | Matt Kuchar                         | 7 500 000        |
| 3-6 sept.         | Deutsche Bank Championship            | Charley Hoffman                     | 7 500 000        |
| 9-12 sept.        | BMW Championship                      | Dustin Johnson                      | 7 500 000        |
| 23-26 sept.       | The Tour Championship                 | Jim Furyk                           | 7 500 000        |
| 30 sep.-3 oct.    | Wiking Classic                        | Bill Haas                           |                  |
| 7-10 oct.         | McGladrey Classic                     | Heath Slocum                        |                  |
| 18-20 oct.        | PGA Grand Slam                        | Ernie Els                           | 1 350 000        |
| 15 nov.           | ADT Skills Challenge                  | Mark O'Meara Nick Price             | 800 000          |
| 27 nov.           | coupe du monde de golf                | Edoardo Molinari Francesco Molinari | 800 000          |
| 2-5 déc.          | Chevron World Challenge               | Graeme McDowell                     | 5 750 000        |
| 10-12 déc.        | The Shark Shootout                    | Dustin Johnson                      | 3 000 000        |

## Classement final
| Rang            | Golfeur        | Pays           | Gain ($)  |
| 1               | Matt Kuchar    | États-Unis     | 4 910 477 |
| 2               | Jim Furyk      | États-Unis     | 4 809 622 |
| 3               | Ernie Els      | Afrique du Sud | 4 558 861 |
| 4               | Dustin Johnson | États-Unis     | 4 473 122 |
| 5               | Steve Stricker | États-Unis     | 4 190 235 |
| 6               | Phil Mickelson | États-Unis     | 3 821 733 |
| 7               | Luke Donald    | Angleterre     | 3 665 234 |
| 8               | Paul Casey     | Angleterre     | 3 613 194 |
| 9               | Justin Rose    | Angleterre     | 3 603 331 |
| 10              | Hunter Mahan   | États-Unis     | 3 574 550 |
| --------------- | -------------- | -------------- | --------- |
| source: PGA.com |                |                |           |

## Récompense
| Award                                              | Lauréat       | Pays       |
| -------------------------------------------------- | ------------- | ---------- |
| PGA Tour Player of the Year (Jack Nicklaus Trophy) | Jim Furyk     | États-Unis |
| PGA Player of the Year                             | Jim Furyk     | États-Unis |
| Money winner (Arnold Palmer Award)                 | Matt Kuchar   | États-Unis |
| Trophée Vardon                                     | Matt Kuchar   | États-Unis |
| Byron Nelson Award                                 | Matt Kuchar   | États-Unis |
| Rookie of the Year                                 | Rickie Fowler | États-Unis |
| Vainqueur de la FedEx Cup                          | Jim Furyk     | États-Unis |